# Округ Медисон (Мисисипи)
Округ Медисон (енгл. Madison County) је округ у америчкој савезној држави Мисисипи.

## Демографија
По попису из 2010. године број становника је 95.203, што је 20.529 (27,5%) становника више него 2000. године.
| Група             | 2000.          | 2010.          |
| Белци             | 44.613 (59,7%) | 53.287 (56,0%) |
| Афроамериканци    | 27.987 (37,5%) | 36.368 (38,2%) |
| Азијати           | 973 (1,3%)     | 2.040 (2,1%)   |
| Хиспаноамериканци | 742 (1,0%)     | 2.806 (2,9%)   |
| Укупно            | 74.674         | 95.203         |